# District 9
District 9 è un film del 2009 diretto da Neill Blomkamp, co-sceneggiato in collaborazione con Terri Tatchell e prodotto da Peter Jackson. Il film, il cui titolo è ispirato da fatti storici avvenuti in Sudafrica durante l'apartheid in un'area residenziale di Città del Capo denominata District Six, tratta in un contesto fantascientifico argomenti quali la xenofobia e la segregazione razziale, applicati dagli umani ad una popolazione di profughi alieni.
Prodotto con un budget di 30 milioni di dollari e accompagnato da una campagna virale, il film si presenta con un approccio documentaristico, con riprese simili ad interviste, approfondimenti giornalistici e video di telecamere di sorveglianza.
La pellicola, che ha ottenuto quattro candidature ai Premi Oscar, tra cui miglior film, è basata sul cortometraggio Alive in Joburg, diretto dallo stesso Blomkamp nel 2005.

## Trama
Sudafrica, 1982. Un'enorme nave spaziale aliena si staglia nei cieli di Johannesburg, dove rimane per settimane, immobile, senza dare segni di vita. Verosimilmente l'astronave aliena non è in grado di ripartire, e a seguito di ciò gli uomini del governo sudafricano, snervati dall'attesa, incaricano una squadra d'esplorazione di andare ad ispezionare il relitto in cerca di risposte. All'interno della nave viene rinvenuta una colonia di esseri artropodi allo sbando, sporchi, spossati e denutriti, che vengono condotti in salvo sulla terraferma.
Col passare del tempo la convivenza tra esseri umani e alieni si fa sempre più difficile. Gli alieni, incompresi e malvisti dalla popolazione locale perché violenti ed aggressivi, vengono isolati in un campo profughi, denominato "Distretto 9", dove rimarranno segregati in regime di apartheid per i successivi vent'anni. Essi vengono controllati dalla Multi-National United (MNU), che studia il modo di sfruttarne l'avanzata tecnologia bellica, inutilizzabile dagli umani poiché ad attivazione specie-specifica. Essi inoltre vengono formalmente denominati "non-umani", venendo chiamati colloquialmente, e in modo dispregiativo, "gamberoni".
Anno 2010. Dopo varie contestazioni degli abitanti di Johannesburg per via delle continue rivolte degli esseri alieni, che non accettano di essere rinchiusi nello spazio a loro riservato, il governo sudafricano decide di spostarli in una zona franca a 240 km dalla metropoli. Per questo compito viene nominato capo squadra Wikus Van De Merwe, genero del capo della MNU. Ragazzo per bene, ma sciocco ed ingenuo, in un ruolo chiave solo per la parentela di sua moglie coi vertici della multinazionale, Wikus, preoccupato più dai formalismi legali dell'operazione e insensibile nei confronti degli extraterrestri, all'inizio li contatta in modo formalmente pacifico, anche se in maniera piuttosto rozza. Durante le prime fasi dello sgombero arriverà a dare alle fiamme, con superficiale noncuranza, una incubatrice aliena piena di uova. Le operazioni si svolgono tra un tentativo apparente di salvaguardare i diritti degli alieni ed evitare violazioni ed una evacuazione forzata da parte di personale militarizzato, pesantemente armato e aggressivo.
Durante la perquisizione all'interno di una delle capanne Wikus trova un cilindro metallico contenente un liquido che accidentalmente gli schizza negli occhi, provocandogli l'insorgere di violente nausee ed epistassi di sangue nero. Giunto in ospedale per accertamenti, i sintomi sono identificati come manifestazioni iniziali di una mutazione genetica nel DNA di Wikus, dovuta ad un'infezione di geni alieni. Wikus è subito prelevato a forza e sottoposto ad una serie di esami invasivi da parte degli scienziati dell'MNU, che hanno in programma la dissezione anatomica di Wikus per prelevarne i tessuti e utilizzarli a fini bellici, oppure rivenderli alle società di biotecnologia. L'uomo decide allora di fuggire e di rifugiarsi all'interno del Distretto 9. I soldati dell'MNU gli danno la caccia, il suo viso viene mostrato con ritmo martellante da ogni canale televisivo e viene diffusa la falsa notizia che Wikus abbia avuto rapporti sessuali con un alieno, allo scopo di farlo identificare dalle persone e catturarlo.
All'interno dello slum Wikus conosce meglio l'alieno Christopher Johnson e il suo figlioletto (già incontrati nelle precedenti perquisizioni), che collaboreranno con lui alla riconquista del cilindro metallico, requisito dal protagonista e ora custodito nei laboratori sotterranei della sede del MNU. Christopher infatti nasconde sotto la sua baracca il modulo di comando della nave aliena, che è riuscito a riparare in vent'anni di paziente lavoro. Il liquido serve a Christopher per far ripartire il modulo, in modo da poter tornare a casa. L'alieno promette a Wikus che, una volta tornato sulla nave madre, lo aiuterà a tornare umano. I due si introducono quindi nella sede del MNU grazie alle armi aliene che anche Wikus può usare, ma le forze soverchianti degli avversari quasi impediscono loro la fuga col bottino.
Lo sconforto e la disperazione crescono quando Christopher, dopo aver scoperto il corpo senza vita di un suo simile ucciso dagli esperimenti in un laboratorio MNU, decide di tornare immediatamente sul suo pianeta per richiedere rinforzi nel tentativo di salvare i suoi simili, ritardando di tre anni la cura di Wikus. Ciò porta l'uomo a sabotare i piani del collaboratore alieno, colpendolo e lasciandolo tramortito a terra, per poi tentare una fuga sulla navetta spaziale che l'alieno teneva nascosta nella cantina della sua abitazione. La navetta viene però colpita dall'esercito, che la costringe a tornare a terra, mettendo fine al tentativo di fuga.
Oltre all'esercito Wikus deve guardarsi da una seconda minaccia umana: i nigeriani che gestiscono il mercato illecito delle armi aliene e di cibo per gatti (di cui gli alieni vanno ghiotti). Il capo dei nigeriani vuole infatti catturare Wikus per poter mangiare il suo braccio mutato geneticamente, convinto di ricevere così la forza e i "poteri" alieni. Dopo essere stato imprigionato, Wikus riesce però a liberarsi, uccidendo i suoi aguzzini.
La retata dell'esercito nel Distretto 9 comporta la cattura sia di Wikus che di Christopher, ma il figlio di Christopher, rimasto sulla navetta spaziale, attiva i dispositivi alieni a distanza, riuscendo così a liberare entrambi. Wikus, alla guida di un esoscheletro, aiuta Christopher ad avvicinarsi alla navetta, proteggendolo dai militari. Una volta capito che i nemici sono troppi e che stanno per sopraffarli, Wikus decide di restare sulla Terra per permettere a Christopher di scappare insieme a suo figlio. Christopher, comunque riluttante nell'abbandonarlo, prima di scappare con la navetta gli promette che tornerà a prenderlo entro tre anni. La nave madre abbandona così l'atmosfera terrestre, lasciando però a terra Wikus, felice di aver aiutato il suo amico non umano.
Da quel momento di Wikus non si hanno più notizie. L'unica traccia è nelle mani della moglie Tania. A diversi mesi di distanza la donna osserva una rosa realizzata con pezzi di rifiuti e trovata davanti a casa, ed è sicura che si tratti di un regalo di suo marito. Il film si conclude con l'immagine di un alieno in mezzo a un campo che costruisce un fiorellino con alcuni rifiuti: si intuisce che sia proprio Wikus, la cui mutazione genetica è completata.
In tanto un collega di Wikus è stato arrestato dopo avere divulgato notizie sconvolgenti della MNU che usava e torturava gli alieni per trovare un modo di poter avere il controllo delle armi alieni. Altri giornalisti restano impauriti per il futuro ritorno dell'alieno Christopher. Invece di tornare solo per portare via il suo popolo, potrebbe invece tornare con un esercito di suoi simili dichiarando guerra agli umani.

## Produzione

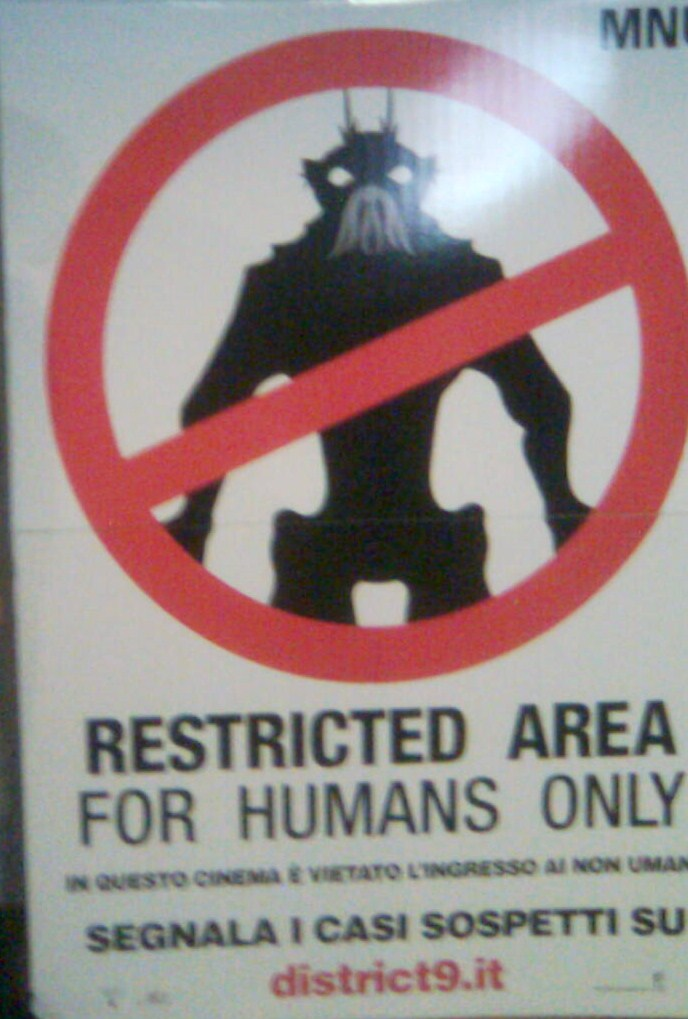
Locandina promozionale.

Durante la produzione di King Kong (2005), Peter Jackson ebbe modo di lavorare con Mary Parent della Universal, che gli segnalò il giovane regista Neill Blomkamp, a cui affidò per quattro mesi lo studio di un adattamento cinematografico del videogioco Halo.
Quando questo progetto venne accantonato, Jackson decise di sviluppare una pellicola per Blomkamp tratta da un cortometraggio di 6 minuti di quest'ultimo, Alive in Joburg. Recatosi in Sudafrica con Sharlto Copley, girò alcuni test che, assieme allo script ed altre bozze, vennero presentati per ricercare finanziamenti da parte della QED International; alla fine, i diritti furono acquistati dalla Sony Pictures.
Le riprese del film hanno avuto luogo a Johannesburg, in Sudafrica, la post-produzione è stata realizzata in Nuova Zelanda, e gli effetti speciali sono stati curati dalla Weta Workshop e dall'Image Engine di Vancouver.

## Campagna virale
Attorno al film è stato realizzato uno specifico marketing virale. Il sito ufficiale, D-9, è apparentemente gestito dalla Multi-National United, la stessa compagnia del film. La prima volta che vi si entra si hanno due possibili scelte, umana/non umana. Inoltre è stato aperto un blog, in cui tramite un avvocato si cerca di dare pari diritti ai "Non Umani", sostenendo che la Multi-National United opprime la loro razza.

## Accoglienza

### Incassi
La pellicola è uscita nelle sale statunitensi il 17 agosto 2009, incassando 37 milioni di dollari in due giorni, e arrivando a 100 milioni il 7 settembre. L'incasso statunitense, in totale, è stato di più di 115 milioni di dollari. Nelle sale italiane la pellicola è uscita il 25 settembre seguente, incassando quasi 2 milioni di euro. In totale ha incassato quasi 211 milioni di dollari in tutto il mondo.

## Polemiche
Dora Akunyili, ministro dell'informazione nigeriano, ha chiesto pubblicamente ai cinema di Abuja, la capitale dello Stato, di non proiettare la pellicola, e ha preteso scuse formali da parte della Sony; il film infatti danneggerebbe l'immagine della Nigeria, mostrando la popolazione come criminale, con cannibali e prostitute, e gettando discredito sull'ex presidente Olusegun Obasanjo, poiché nel film vi è un gangster chiamato in modo simile, Obesandjo.

## Sequel
Visti gli ottimi incassi che il film ha ottenuto negli Stati Uniti e nel resto del mondo, il regista Neill Blomkamp non ha mai escluso la possibilità della realizzazione di un sequel. Di quest'ultimo, a lungo atteso, è stata annunciata l'intenzione di realizzazione nel febbraio 2021 con l'inizio di stesura della sceneggiatura.

## Riconoscimenti
- 2009 – Chicago Film Critics Association Award
  - Miglior nuovo film maker a Neill Blomkamp
  - Candidatura per il miglior attore debuttante a Sharlto Copley
- 2009 – Los Angeles Film Critics Association Award
  - Migliore scenografia a Philip Ivey e Guy Potgieter
  - Candidatura per il New Generation Award a Neill Blomkamp
- 2009 – Satellite Award
  - Candidatura per il migliore regia a Neill Blomkamp
  - Candidatura per la migliore sceneggiatura non originale a Neill Blomkamp e Terri Tatchell
  - Candidatura per il miglior montaggio a Julian Clarke
  - Candidatura per i migliori effetti speciali a Dan Kaufman, Peter Muyzers, Robert Habros e Matt Aitken
- 2010 – Broadcast Film Critics Association Award
  - Miglior trucco
  - Candidatura per il miglior film d'azione
  - Candidatura per la miglior sceneggiatura non originale a Neill Blomkamp e Terri Tatchell
  - Candidatura per il miglior sonoro a Brent Burge, Chris Ward, Dave Whitehead, Michael Hedges e Ken Saville
  - Candidatura per i migliori effetti speciali a Dan Kaufman, Peter Muyzers, Robert Habros e Matt Aitken
- 2010 – Golden Globe
  - Candidatura per la migliore sceneggiatura a Neill Blomkamp e Terri Tatchell

- 2010 – MTV Movie Award
  - Candidatura per la performance più terrorizzante a Sharlto Copley
- 2010 – Premio BAFTA
  - Candidatura per la migliore regia a Neill Blomkamp
  - Candidatura per la migliore sceneggiatura non originale a Neill Blomkamp e Terri Tatchell
  - Candidatura per la migliore fotografia a Trent Opaloch
  - Candidatura per la migliore scenografia a Philip Ivey e Guy Potgieter
  - Candidatura per il miglior montaggio a Julian Clarke
  - Candidatura per il miglior sonoro a Brent Burge, Chris Ward, Dave Whitehead, Michael Hedges e Ken Saville
  - Candidatura per i migliori effetti speciali a Dan Kaufman, Peter Muyzers, Robert Habros e Matt Aitken
- 2010 – Premio Oscar
  - Candidatura per il miglior film a Peter Jackson e Carolynne Cunningham
  - Candidatura per la migliore sceneggiatura non originale a Neill Blomkamp e Terri Tatchell
  - Candidatura per il miglior montaggio a Julian Clarke
  - Candidatura per i migliori effetti speciali a Dan Kaufman, Peter Muyzers, Robert Habros e Matt Aitken